# 王峥
王崢（Leon Wang，1986年8月8日—），出生於山東青島，中國新生代男演員，於2009畢業於中國傳媒大學表演系本科，多次參與影視劇拍攝，後來於2013年出演大型古裝劇《蘭陵王》中的御前侍衛宇文神舉而獲得觀眾好評。

## 作品

### 电视剧
| 首播年份 | 劇名       | 角色     | 备注 |
| 2010年   | 蟻族的奮鬥 | 宋堅     |      |
| 2011年   | 宅門娘子   | 陸天恩   |      |
| 2013年   | 警察日記   | 趙凱     |      |
| 2013年   | 蘭陵王     | 宇文神舉 |      |
| 2017年   | 开封府     | 展无为   |      |

### 电影
| 首播年份 | 劇名         | 角色   | 备注 |
| 2008年   | 微笑圈       | 韓縝   |      |
| 2009年   | 桔鄉儺緣     | 儺仔   |      |
| 2009年   | 你的前臉     | 陶海   |      |
| 2011年   | 拜見婆婆大人 | 齊家誠 |      |
| 2011年   | 家有辣嫂     | 秦天耕 |      |
| 2011年   | 咒怨新娘     | 范子洋 |      |
| 2011年   | 女乒還鄉     | 山娃子 |      |

### 微電影
| 首播年份 | 劇名     | 角色   | 备注 |
| 2012年   | 禾去禾從 | 郁尚嘉 |      |
| 2013年   | 可樂旅途 | 孫斯宇 |      |
| 2013年   | 神州之戀 | 小偉   |      |

### 網路劇
| 首播年份 | 劇名               | 角色 |
| 2011年   | 如果 宅            | 大屈 |
| 2011年   | 春嬌與志明之暗戀篇 | 志明 |
| 2014年   | 匆匆那年           | 蘇凱 |

### 舞台劇
| 演出年份 | 劇名                      | 角色     |
| 2007年   | 開心麻花2007---瘋狂的石頭 | 黑皮     |
| 2008年   | 奮鬥                      | 陸濤     |
| 2008年   | 豪豬式戀愛                | 青島小哥 |

### 廣告
- UC無線路由操作系統
- 特侖蘇牛奶網路版廣告
- 博洛尼家居平面廣告
- 北京奧運公益
- 雙星集團2009夏季運動系列
- 《全景視覺》傳媒公司平面廣告
- 三星GALAXY S2手機平面廣告